# Rhyll
Rhyll – miasto w Australii, w stanie Wiktoria.